# ラナ・ジャンガ・パンデ

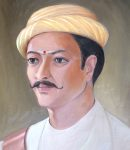
ラナ・ジャンガ・パンデ

ラナ・ジャンガ・パンデ（ネパール語: रणजंग पाण्डे、英語: Rana Jang Pande、1789年 - 1843年4月18日）は、ネパールの政治家。同国首相を2期務める。ダモダル・パンデの息子。
首相任期は次のとおり。
1. 1837年
2. 1839年 - 1840年

## 生涯
1804年、ラナ・ジャンガの父ダモダル・パンデは法王ラナ・バハドゥル・シャハとの対立の末に殺害された。このとき、二人の兄弟も殺害されたが、彼は助命された。
1837年、執権ビムセン・タパが失脚すると、ラナ・ジャンガ代わって執権に任命された。だが、この時はすぐに解任され、ランガ・ナート・パウデルが執権になった。
だが、パウデルはその年に辞職し、1839年に執権になった王族プシュカル・シャハもラナ・ジャンガの前ではなすすべもなく、辞任した。この年にビムセンは獄死した。
1840年、ラナ・ジャンガは再び執権に任じられたが、ラジェンドラ王との対立もあって、同年のうちに罷免された。後任は王族のファッテ・ジャンガ・シャハがついた。
1843年、死去した。